# Maskengelbkehlchen
Das Maskengelbkehlchen (Geothlypis aequinoctialis) ist eine kleine Vogelart in der Gattung der Gelbkehlchen (Geothlypis) aus der Familie der Waldsänger (Parulidae). Verbreitet ist die Art in Zentralamerika und Südamerika. Von der IUCN wird sie als „nicht gefährdet“ (least concern) geführt.

## Merkmale
Maskengelbkehlchen erreichen eine Körperlänge von 13 bis 14 Zentimetern und ein Gewicht von 11,2 bis 15,0 Gramm. Bei den adulten männlichen Tieren der Nominatform bilden der Vorderkopf, die Zügel, der Augenbereich und die Ohrdecken eine auffallende schwarze Maske. Das Kronengefieder ist mittelgrau und die Nackenseiten, der Nacken, das Oberseitengefieder und der Schwanz olivgrün. Die Flügel sind dumpf braun mit olivgrünen Federrändern. Das Unterseitengefieder ist gelb mit oliv verwaschenen Brustseiten und Flanken. Der Schnabel ist schwärzlich und die Beine sind fleischfarben.
Beim adulten Weibchen der Nominatform sind das olive Kronengefieder und die oliven Ohrdecken leicht grau verwaschen. Der Bereich über dem Zügel und der Augenring ist gelblich-weiß. Das Oberseitengefieder ist dumpfer als bei den Männchen und mehr gräulich-oliv oder bräunlich-oliv, das Unterseitengefieder dumpf gelb mit mehr oliv verwaschenen Flanken als bei den Männchen.
Männliche Jungvögel im ersten Jahr haben im frischen Gefieder ein geringfügig dumpferes Aussehen als die erwachsenen Männchen. Das graue Kronengefieder ist oliv verwaschen und die oliv verwaschene schwarze Maske ist stumpfer. Im weiteren Verlauf des ersten Jahres gleichen sie sich im Aussehen den adulten Männchen an.
Bei den weiblichen Jungvögeln im ersten Jahr ist das frische Gefieder stumpfer als bei den erwachsenen Weibchen. Das Kopf- und Oberseitengefieder ist mehr bräunlich-oliv und das Unterseitengefieder hell gelblich-lederfarbig mit mehr extensiven oliv verwaschenen Flanken.

## Lebensraum, Ernährung und Fortpflanzung

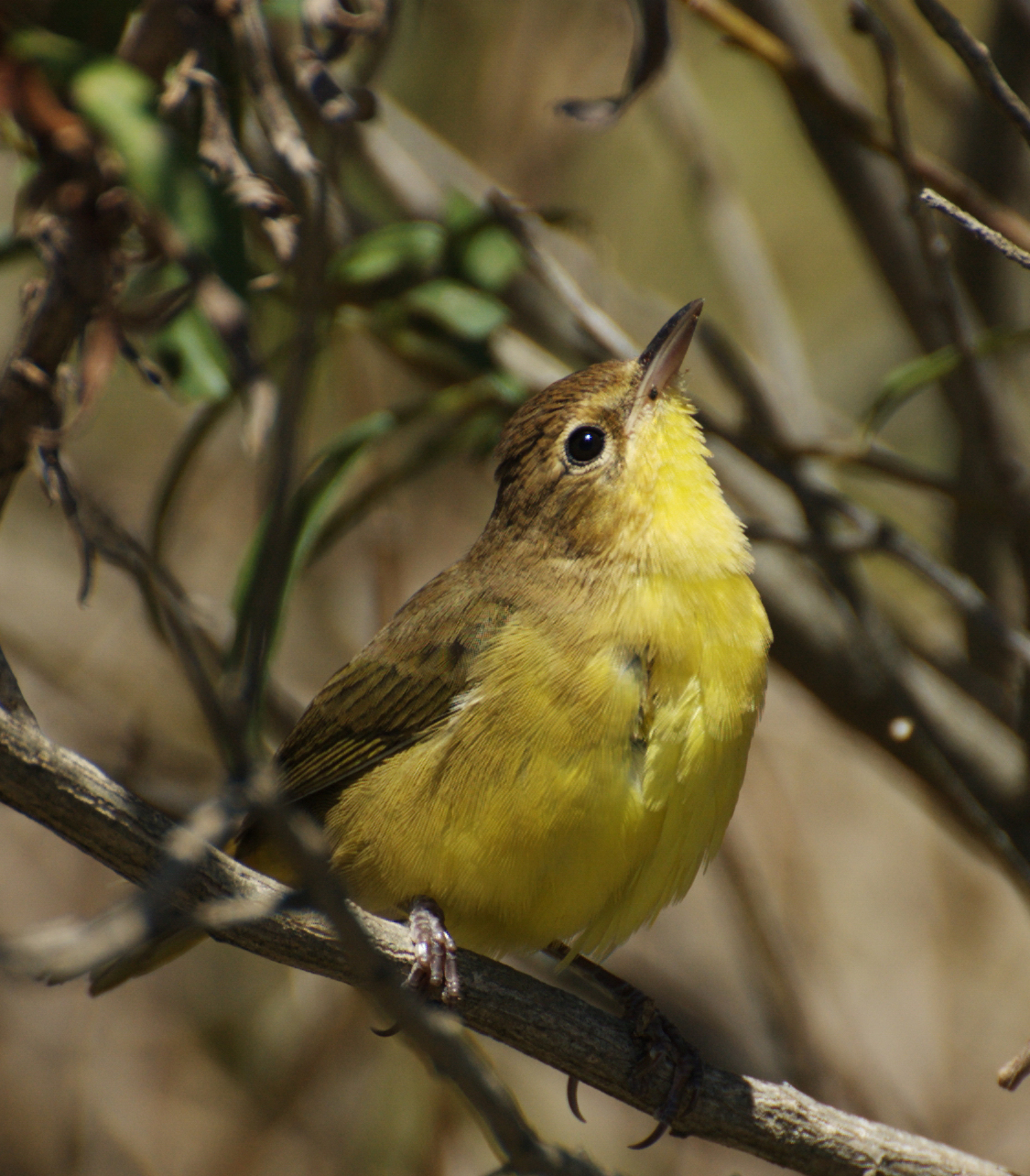
Ein Weibchen der Unterart Geothlypis a. velata in Uruguay

Maskengelbkehlchen bewohnen feuchte grasbewachsene Weiden, Sümpfe, jahreszeitlich bedingt überschwemmte Savannen, Waldränder und Rodungen mit dichtem Unterholz bis zu einer Höhe von 1500 Metern. Die Unterart Geothlypis a. auricularis bevorzugt des Weiteren Unterholz und Büsche im offenen Bereich trockener tropischer Wälder. Die Vögel ernähren sich von Insekten und weiteren Wirbellosen. Bei ihren Streifzügen sind sie gewöhnlich paarweise schleichend im dichten Unterholz unterwegs. Wenn sie aufgescheucht werden, fliegen sie für eine kurze Distanz über die Vegetation und kehren außerhalb der Sicht wieder zurück. Beim Singen bevorzugen die Männchen ziemlich hohe, offen liegende Singwarten. In Chiriquí, im Südwesten von Panama, kommt es bei der Unterart Geothlypis a. chiriquensis manchmal zum Singflug.
Das tiefe, schalenförmige Nest wird gut versteckt im Gras und in Büsche erbaut. Als Nistmaterial werden Gräser verwendet und zur Auskleidung feine Pflanzenfasern. Die Brutsaison ist länger andauernd. Eine Aufzeichnung gibt es über die Unterart Geothlypis a. chiriquensis in Costa Rica mit einem aus zwei Eiern bestehenden Gelege im Mai. Fortpflanzungsbereite Tiere der Nominatform wurden in Kolumbien von Januar bis Mai und einige im August gesichtet sowie auf Trinidad im Februar, Mai, August und Oktober.

## Systematik und Verbreitung
Traditionell werden die fünf anerkannten Unterarten in drei Gruppen eingeteilt, jedoch mit vier genetisch verschiedenartigen Allospezies, die als eigenständige Arten betrachtet werden müssten. Allozyme Befunde haben gezeigt, dass innerhalb der Gruppen vier Arten beteiligt sind mit Ausnahme der Unterart Geothlypis a. peruviana, die bei einer Aufspaltung möglicherweise als Unterart der dann eigenständigen Art Geothlypis (a.) auricularis betrachtet wird.
„Masken“-Gelbkehlchen-Gruppe („Masked“ Yellowthroat)
- Geothlypis (a.) aequinoctialis (J. F. Gmelin, 1789) – Kommt im Norden von Südamerika vor (vom nördlichen Kolumbien und Venezuela südöstlich bis ins Amazonasgebiet im nördlichen Brasilien sowie in Surinam, auf Trinidad und Tobago und in Guyana).
- Geothlypis (a.) velata (Vieillot, 1809) – Vorkommen gibt es im zentralen Südamerika (vom südöstlichen Peru, Bolivien und südlichem Amazonasgebiet in Brasilien bis südlich ins zentrale Argentinien und Uruguay). Diese Unterart ist kleiner als die Nominatform. Das Männchen hat eine geringfügig schmalere schwarze Maske und das Kopfgefieder ist mehr grau, das sich seitlich der schwarzen Maske zu den Halsseiten und in den Nacken ausdehnt.

„Schwarzzügel“-Gelbkehlchen-Gruppe („Black-lored“ Yellowthroat)
- Geothlypis (a.) auricularis Salvin, 1883 – Verbreitet im Westen von Ecuador und im Nordwesten von Peru. Diese Unterart ist deutlich kleiner als die Nominatform. Bei den Männchen begrenzt sich die schwarze Maske auf die Zügel, auf ein schmales Band über die Stirn, auf den Bereich über den Zügel und auf die vorderen Ohrdecken.
- Geothlypis a. peruviana Taczanowski, 1884 – Vorkommen beschränkt sich auf das obere Tal des Flusses Marañón im Nordwesten von Peru. Ähnelt der Unterart Geothlypis (a.) auricularis, ist jedoch größer; vergleichbar mit der Nominatform. Das graue Kronengefieder ist geringfügig dumpfer und heller.

„Chiriqui“-Gelbkehlchen-Gruppe („Chiriqui“ Yellowthroat)
- Geothlypis (a.) chiriquensis Salvin, 1872 – Kommt im Kanton Coto Brus in der Provinz Puntarenas im südlichen Costa Rica vor und im angrenzenden Chiriquí im Südwesten von Panama. Ähnelt der Nominatform im Kopfgefieder und in der Größe der Unterart Geothlypis (a.) auricularis. Bei dieser Unterart ist die schwarze Maske bei den Männchen am extensivsten.